# Dobrnež
Dobrnež je predmestno naselje Slovenskih Konjic, v Občini Slovenske Konjice.
Blizu naselja stoji dvorec Golič iz leta 1542. 